# Orifiamma
L'Orifiamma (fr. Oriflamme, dal latino aurea flamma, fiamma d'oro) era lo stendardo reale dei Re di Francia.

In origine era la bandiera sacra dell'Abbazia di Saint-Denis: il drappo era rosso, o rosso-arancione, con la parte terminale sfrangiata in due o più strisce, sventolava su una lancia dorata.  Pare che il suo colore derivi dal fatto che fosse stato bagnato dal sangue di San Dionigi, beatificato da poco. L'Orifiamma venne in seguito usato dai Re di Francia e veniva portato alla testa delle truppe reali ovunque esse incontrassero il nemico. Il portatore dello stendardo, il Porte Oriflamme, divenne una carica (come il maresciallo di Francia o il connestabile) altamente onorifica, poiché era molto pericoloso reggere un vessillo tanto importante e vistoso in battaglia.

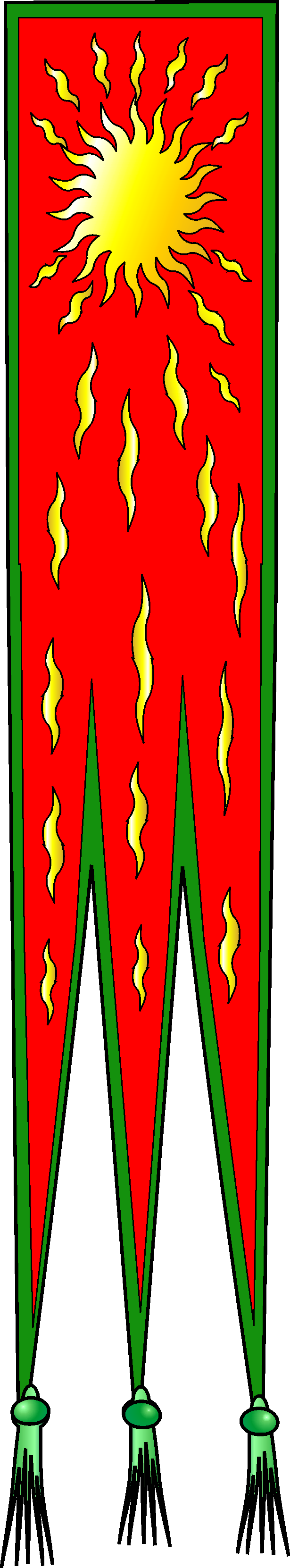
Disegno dell'Orifiamma.

Secondo l'ipotesi di François Velde, l'oggetto sarebbe da collegare alla lancia di Carlomagno e, attraverso questa, fino al labaro dell'imperatore Costantino, sottratto da un santuario pagano nei pressi dell'attuale Abbazia di Saint-Denis: infatti, la lancia di Costantino, ora conservata all'Hofburg di Vienna, era uno dei regalia degli imperatori germanici. Secondo l'ipotesi di Velde, l'oggetto sacro, in origine, doveva essere proprio la lancia, mentre lo stendardo sarebbe stato solo una decorazione, e solo in seguito il significato simbolico della lancia si sarebbe perduto a favore del vessillo.
Fu menzionato nella ballata della Chanson de Roland dell'XI secolo come bandiera reale, dapprima chiamata Romaine poi Montjoie.
Consegnato a Guillaume de Martel prima della battaglia di Azincourt nel 1415, fu, pare, perso dopo la morte di quest'ultimo sul campo di battaglia.
Secondo alcune fonti, l'Orifiamma fu rivisto nel 1419 e nel 1465, ma non è chiaro se si trattasse della bandiera salvata e recuperata o di una nuova sostitutiva di quella andata persa. Alcuni documenti a Saint-Denis descrivono l'oriflamma conservata e piegata in un reliquiario sull'altare della basilica dove sarebbe rimasto fino alla Rivoluzione francese. L'Orifiamma sarebbe stata esposta in pubblico per l'ultima volta in occasione della Fête de la Fédération (14 luglio 1790), dove insieme alle bandiere della Guardia Nazionale fu presentata a La Fayette e benedetto dal vescovo di Autun, Talleyrand, nel tentativo di riconciliazione tra l'antico regime e i nuovi rivoluzionari repubblicani. Tuttavia, subito dopo l'esecuzione di re Luigi XVI (21 gennaio 1793), il Tesoro di Saint-Denis fu saccheggiato e si ritiene che l'Orifiamma, nella sua ultima realizzazione materiale, sia stato infine distrutto durante uno dei numerosi atti di vandalismo nel 1793 .

## Portatori dell'Oriflamme
- Goffredo di Charny - XIV secolo, cavaliere e autore di diversi libri sulla cavalleria. Morì a Poitiers difendendo lo stendardo
- Miles de Noyers - XIV secolo, maresciallo di Francia
- Arnoul d'Audrehem - XIV secolo, maresciallo di Francia
- Guillaume Martel - XIV secolo